# 彼得·卡爾
彼得·卡爾（英語：Peter Carr，1770年1月2日—1815年2月17日）是美國一名教育家和政治家，曾在維吉尼亞州眾議院斷續當了數屆議員。主要因牽涉到傑佛遜-海明斯爭議而知名於世。傳聞他與莎莉·海明斯育有子嗣。

## 個人生活
卡爾於1770年1月2日出生於維吉尼亞州古奇蘭縣。父為達布尼·卡爾，母為湯瑪斯·傑佛遜之妹瑪莎·傑佛遜·卡爾（Martha Jefferson Carr）。卡爾先後在奧蘭治縣 (維吉尼亞州)和威廉斯堡 (維吉尼亞州)接受教育，後就讀於威廉瑪麗學院。曾短暫擔任律師。
卡爾於1797年6月6日與Esther "Hetty" Smith Stevenson結婚，育有八子。1815年2月17日於卡斯布魯克的自宅中去世。

## 職業

### 政治
卡爾支持共和黨，曾於1799年競選維吉尼亞州眾議員落敗，後於1801年成功當選。其後斷斷續續的當了四屆，先是從1801年到1804年，再從1807年當到1808年。其後連任失敗，轉戰維吉尼亞州參議院亦不成。
卡爾在1797年9月27日因寫了封看似富同情心的信而引發其舅湯瑪斯·傑佛遜與喬治·華盛頓之間的最終決裂。信中用的是假名John Langhorne。華盛頓疑心此信的意圖，最終確認了自己的懷疑，因在傑佛遜家鄉阿爾伯馬爾縣 (維吉尼亞州)的聯邦黨黨工John Nicholas告知華盛頓：Langhorne與共和黨有利益上的結合，試圖誘使華盛頓吐露聯邦黨高層的政策，而此人其實就是卡爾。卡爾寫這封信的確切動機始終不明。

### 教育
卡爾支持教育。他1811年在家鄉卡斯布魯克開設了一所短命的學院。又於1800年代早期參與創立Albemarle Academy。該校其後發展為Central College，對維吉尼亞大學的成立產生影響。

## 傑佛遜-海明斯爭議
1802年，記者詹姆斯·湯姆森·寇倫德聲稱湯瑪斯·傑佛遜與其奴隸莎莉·海明斯育有子嗣。該說因多項旁證而顯得可信，如傑佛遜於妊娠期間人在蒙蒂塞洛，而他不在時海明斯就沒有懷孕。一說這些孩子可能是卡爾或其弟山繆的種，在1800年代中期開始傳開，因為湯瑪斯·傑佛遜·倫道夫附和卡爾家的彼得和山繆兩兄弟才該負責的說法。此說直至今日仍受若干學者認可，儘管1998年的DNA測試已斷定，卡爾兄弟不可能是海明斯其中一個孩子Eston的父親。

## 外部連結
- 1787 letter from Thomas Jefferson to Peter Carr at TeachingAmericanHistory.org
- 1814 letter from Thomas Jefferson to Peter Carr at Encyclopedia Virginia